# برده بل
برده بل، روستایی از توابع بخش مرکزی شهرستان چرداول در استان ایلام ایران است.

## جمعیت
این روستا در دهستان شباب قرار دارد و براساس سرشماری مرکز آمار ایران در سال ۱۳۸۵، جمعیت آن ۳۰۴ نفر (۶۴خانوار) بوده‌است.